# Nematopalaemon hastatus
Nematopalaemon hastatus är en kräftdjursart som först beskrevs av Aurivillius 1898.  Nematopalaemon hastatus ingår i släktet Nematopalaemon och familjen Palaemonidae. Inga underarter finns listade i Catalogue of Life.